# SIGSALY
 (septembre 2014).
Si vous disposez d'ouvrages ou d'articles de référence ou si vous connaissez des sites web de qualité traitant du thème abordé ici, merci de compléter l'article en donnant les références utiles à sa vérifiabilité et en les liant à la section « Notes et références ».

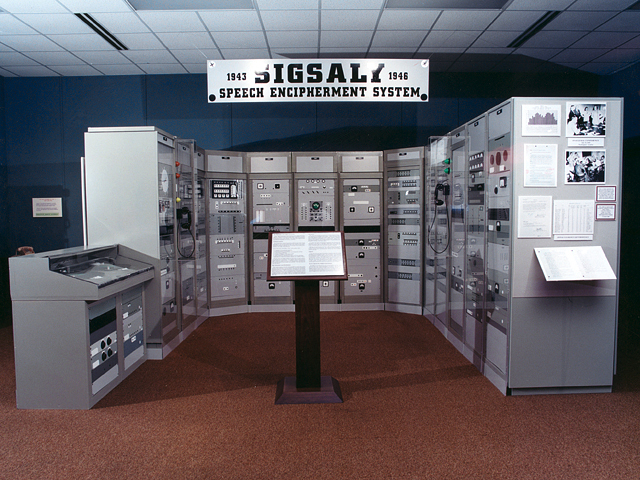
SIGSALY au National Cryptologic Museum

SIGSALY (aussi connu sous les noms de X System, Project X, Ciphony I et Green Hornet) est un équipement de codage de la voix développé aux États-Unis par les Laboratoires Bell avec l'assistance du britannique Alan Turing.
La première transmission de parole par modulation d'impulsion codée (MIC) a été réalisée avec cet équipement qui était utilisé pour les communications alliées de haut niveau pendant la Seconde Guerre mondiale. Il est pleinement opérationnel  début 1944.

## Origine du nom
Le nom SIGSALY n'était pas un acronyme, mais un nom de code qui ressemblait à un acronyme. La partie SIG du nom était commune dans les noms associés au Army Signal Corps (par exemple, SIGABA).
Le prototype de SIGSALY a été appelé le Green Hornet d'après la populaire émission de radio The Green Hornet parce qu'une personne écoutant le message codé entendait un son ressemblant à un frelon bourdonnant, un son semblable au thème de l'émission.